# Муравлёво (Орловская область)
Муравлёво — село на территории Урицкого района Орловской области России, административный центр Нарышкино. Относится к Городищенскому сельскому поселению.
Население — 268 чел. (2010).

## География
Село расположено в 18 км от пгт. Нарышкино и в 42 км к западу от г. Орла по трассе Орёл — Брянск.

## История
Согласно данным «Описания церквей, приходов и монастырей Орловской епархии» село Муравлёво в начале XVIII века имело название — Сталаново.
Только в 40-х годах XIX века Сталаново переименовали в Муравьёв Колодец. По легенде неподалёку от р. Цон в селе было множество муравьиных кочек. Однажды из кочки прорвал огромный родник.  Жители села устроили в этом месте колодец, который стали называть Муравьёвым или Муравлёвым.
Однако имеется и другое толкование названия села. Неподалёку от села находились залежи глины. До революции из неё изготавливалась высококачественная посуда.  В.И. Даль трактует слово «муравленый» названием вида керамики. Муравленая — это значит глазурованная посуда. Это может означать что, Муравлёво — это там, где «муравят» посуду, то есть глазуруют её. Есть предположение, что в связи с развитием гончарного дела  середине XIX века с. Сталаново, известное как место, где «муравят посуду», стало именоваться по виду промысла — Муравлёво. 
До революции село считалось крупным. По архивным данным (1907 г.) в селе проживало почти 2000 человек.

## Легенды села Муравлёво
Недалеко от трассы Брянск-Орел у поворота на с. Муравлёво в поле растёт не былинное, а самое что ни на есть реальное дерево – липа с сорока стволами. Естественно такое «чудо природы» не осталось незамеченным. Его обходит плуг сельского механизатора, местность эта получила у местных название «Липки» и не удивительно, что у этого дерева есть своя романтическая история. Но не будем заниматься профанацией и предоставим слово профессионалам.
Елена Ашихмина «Легенды села Муравлево», статья в Орловском Вестнике… «Ведомость о церкви Казанской иконы Пресвятой Богородицы, состоящей Орловского уезда Орловской епархии в селе Муравлёво 1916 года» называет имя женщины, тесным образом связанной и с историей села, и с историей его храма, и с местной поэтической легендой. Имя это — Елизавета Дмитриевна Пукалова (урождённая Бенедиктова). … Елизавета Дмитриевна была любима жителями Муравлёво. В селе её звали Лизочкой. Под этим именем навсегда вошло в историю Муравлёво Лизочкино поле, посреди которого, сросшись стволами, растут из одного корня сорок деревьев. В Муравлёво их называют просто: «Липки».
Легенда говорит, что липки выросли из единственного липового семечка, посаженного муравлёвской барышней в момент, когда она была охвачена чувством глубокого негодования и тоски. Предание сообщает, что отец Лизочки Дмитрий Бенедиктов однажды принял решение отдать свою единственную дочь в жены некоему богатому московскому купцу. Дворянка Лизочка наотрез отказалась стать женой купца. Свой протест она выразила в отчаянном жесте — посадила посреди поля липовое семя и воскликнула: «Скорее из этого семечка вырастет дюжина стволов, чем я пойду за него замуж!»
Стволов выросло целых сорок. Появление такого феномена должно было бы сказать родителю, что отчаяние дочери достигло Небес. Однако Лизочку всё равно решено было выдать замуж, ибо отец сосчитал стволы и нашёл, что их всё же не двенадцать… Погоревав, Лизочка была вынуждена покориться воле родителя. Вероятно, отголоски бурного конфликта между отцом и дочерью по поводу её предполагаемого замужества проникли за стены барского дома и стали достоянием крестьянской общественности.
Замуж Лизочка была выдана за Дмитрия Платоновича Пукалова. В 1895 году в Сборнике статистических сведений по Орловскому уезду Муравлёво ещё значится собственностью Бенедиктовых, а в документах 1909 года владелица Муравлёва Елизавета Дмитриевна Пукалова уже называется «женой титулярного советника». Это означает, что она стала супругой всё же не купца, а дворянина, находившегося, однако, в небольших чинах. Рискнём предположить, что изначально девушка могла быть недовольна не социальным происхождением жениха, а его не слишком благозвучной фамилией.
Отец Лизочки Д. Бенедиктов, вероятно, понимал, что Дмитрий Платонович Пукалов обладал важными достоинствами, в числе которых была неплохая экономическая хватка. Может быть, именно за это качество он и был избран ей в мужья. Ведь речь шла о процветании имения в будущем! По-своему отец оказался прав, настаивая на браке. Когда в 1909 году Государственный Дворянский Земельный банк выставлял на торги имения дворян-должников, в списке поместий, предназначенных к продаже, присутствовало и село Георгиевское генерал-лейтенанта А. А. Нарышкина, и село Лебедка Л. И. Пущина, и село Дашково Е. П. Бакеевой, и деревня Белолунино графа Е. П. Камаровского, и ещё многие, многие окрестные владения. Села Муравлёво в этом списке нет.
Накануне революции 1917 года в Муравлёво Пукаловой принадлежало 558 десятин земельных угодий, 325 из которых были землёй пахотной, 70 десятин — лесными угодьями и 10 — огородами. В саду росли антоновка, анисовка красная, «пепин литовский», «апорт», «титовка» и редкая ныне яблоня «чёрное дерево», которую любили местные садоводы.
Несмотря на то, что свою помещицу все любили, имение Муравлёво громилось дважды: в ноябре 1905 года, — тогда оно было сожжено вместе с имением Боборыкина крестьянами из сёл Муравлёво, Городище, Дурневка и Ястребинка; и глубокой осенью 1917 года, когда барский дом Пукаловой подожгли одним из первых в уезде. Фактически Муравлёво разделило тогда судьбу двух соседних имений — Белолунино и Лебедки. Одна из старейших жительниц села бывшая учительница Антонина Григорьевна Извекова вспоминает, как страшно было смотреть холодным вечером на зарево, которое стояло над горящим барским домом.
Заметим, что усадебные дома далеко не всегда поджигались именно местными крестьянами. Обычно это была одна и та же агрессивно настроенная группа людей из разных деревень соседней окрестности. Старожилы, однако, утверждают, что барский дом Пукаловой подожгли всё-таки двое местных крестьян, которых даже их потомки называют «разбойниками». До конца непонятно, в какой именно просьбе отказала им помещица, но реакцией на отказ стал поджог.
Елизавета Дмитриевна в это время уже была одинокой пожилой женщиной. К тому же она была тяжело больна, видимо, парализована. (В архивных документах предреволюционного времени значатся некие «помещики Ивановы, опекуны Е. Д. Пукаловой», которые за неё управляли деревней Кузмичевкой Орловского уезда. Обычно под опеку брались имения больных одиноких владельцев). В ту ночь она осталась без крова. И тогда общество крестьян села Муравлёво, несмотря на голодные послереволюционные времена, приняло очень человечное решение: по очереди кормить свою бывшую помещицу. Каждая семья обязывалась содержать «Лизочку» определённое количество дней. Некоторое время Елизавету Дмитриевну на инвалидной коляске перевозили из одного крестьянского дома в другой, и везде Пукалова жила по нескольку дней. Потом она тихо скончалась.
А на Лизочкином поле продолжают жить её «липки». Огромная столетняя липа одиноко и мощно растёт посреди поля. Никто и никогда не пытался выкорчевать её. Во время летнего цветения липа просто гудит от слетевшихся на цветы сотен пчёл. Аромат от дерева разносится далеко вокруг. Маленькая липовая роща посреди огромного поля, полная цветов и гудящих пчёл, — воистину незабываемое зрелище.
Специалисты считают, что липа когда-то всё же была спилена, но из почек, расположенных у корня пня, стали расти молодые побеги. Пространство поля позволяло разрастаться побегам во все стороны, что вовсе не является аномалией. …. Такое дерево у нас в области только одно».

## Население
| 2002 | 2010 |
| ---- | ---- |
| 270  | ↘268 |

## Достопримечательности
- Церковь Казанской иконы Божией Матери